# دوک یورک

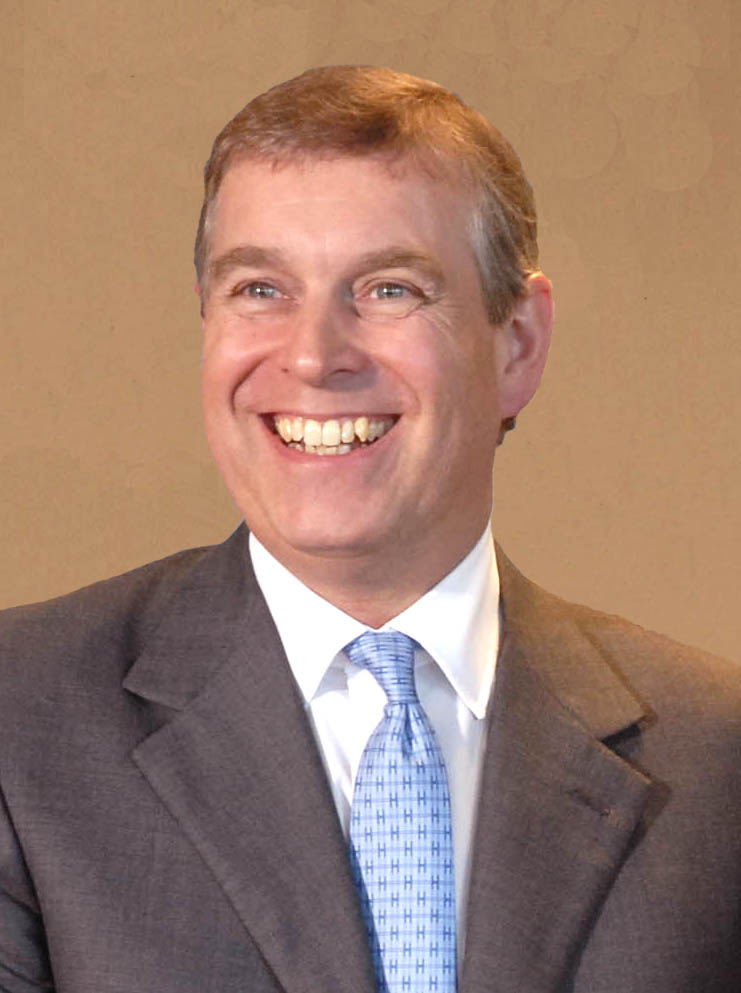
شاهزاده اندرو، دوک کنونی یورک

دوک یورک (به انگلیسی: Duke of York) یکی از عناوین نجیب‌زادگی بریتانیا است که در طول تاریخ به پسران پادشاه اعطا شده است. این عنوان به طور خاص، از ۱۴۷۴ تاکنون در صورت اعطا همواره به دومین پسر پادشاه یا ملکهٔ آن کشور اعطا شده. وارث تاج و تخت معمولا عنوان شاهزادهٔ ویلز را دریافت می‌دارد. عنوان دوک یورک از قرن چهاردهم میلادی تاکنون هشت بار ایجاد و اعطا شده و دارندهٔ کنونی آن شاهزاده اندرو، دومین پسر ملکه الیزابت است.
نخستین بار ادوارد سوم، عنوان دوک یورک را به چهارمین پسرش ادموند اعطا کرد. بعد از وی، پسرش ادوارد این عنوان را به ارث برد. بعد از مرگ ادوارد در نبرد آزینکورت، عنوان دوک یورک به برادرزاده‌اش ریچارد رسید و پس از وی، پسرش ادوارد وارث این عنوان بود. در هنگام به سلطنت رسیدن ادوارد، عنوان دوک یورک در سلطنت ادغام شد و به صورت مستقل از بین رفت.
دومین ایجاد این عنوان در سال ۱۴۷۴ توسط ادوارد چهارم و برای دومین پسرش ریچارد بود. ریچارد یکی از شاهزادگان در برج بود که بدون وارث درگذشت و عنوان دوک یورک نیز منقرض شد.
سومین بار، عنوان دوک یورک توسط هنری هفتم ایجاد و به دومین پسرش هنری اعطا شد. با درگذشت آرتور، شاهزاده ولز، هنری وارث تاج و تخت شد و با به سلطنت رسیدن او در سال ۱۵۰۹، عنوان دوک یورک مجددا با سلطنت ادغام گردید.
ایجادهای چهارم تا هفتم به ترتیب برای چارلز استوارت، جیمز استوارت، شاهزاده جرج و شاهزاده آلبرت بوده که هر کدام پسر دوم پادشاه بوده‌اند که به سلطنت رسیدند و هر بار این عنوان با سلطنت ادغام شده.
عنوان دوک یورک برای بار هشتم در سال ۱۹۸۶ ایجاد و به اندرو دومین پسر الیزابت دوم اعطا شد.